# Walckenaeria korobeinikovi
Walckenaeria korobeinikovi là một loài nhện trong họ Linyphiidae.
Loài này thuộc chi Walckenaeria. Walckenaeria korobeinikovi được miêu tả năm 1996 bởi Esyunin & Efimik.